# All-Star Game LNB 2001
Le All-Star Game LNB 2001 est la 16e édition du All-Star Game LNB. Il s’est déroulé le 28 décembre 2001 au Colisée de Chalon-sur-Saône. L’équipe des All-Stars étrangers a battu l’équipe des All-Stars Français (104-97). Nikola Radulović a été élu MVP du match.

## Joueurs

### Effectif All-Star des Français
- Laurent Pluvy (ASVEL)
- Yann Mollinari (Antibes)
- Mickaël Piétrus (Pau-Orthez)
- Yann Bonato (ASVEL)
- David Gautier (Cholet)
- Fabien Dubos (Pau-Orthez)
- Florent Piétrus (Pau-Orthez)
- Boris Diaw (Pau-Orthez)
- Cyril Julian (Nancy)
- Sacha Giffa (Élan sportif chalonnais)

- Entraîneur : Claude Bergeaud (Pau-Orthez)

### Effectif All-Star des étrangers
- Nikola Radulović (ASVEL)
- Brian Howard (Élan sportif chalonnais)
- Nikola Vujčić (ASVEL)
- Danny Strong (Gravelines)
- Marc Brown (Gravelines)
- Roger Esteller (Pau-Orthez)
- Andre Riddick (Paris Basket Racing)
- Róbert Gulyás (Élan sportif chalonnais)
- Larry Terry (Limoges)

- Entraîneur : Jean-Luc Monschau (Gravelines)

## Concours
Concours de tirs à 3 points :
- Éric Micoud (Paris)

Concours de dunks
- Boris Diaw-Riffiod (Pau-Orthez)